# Риччарелли, Катя
Катю́ша Мари́я Сте́лла Риччаре́лли (итал. Katuscia Maria Stella Ricciarelli), более известная как Ка́тя Риччаре́лли (итал. Katia Ricciarelli; род. 16 января 1946, Ровиго) — итальянская оперная певица (лирико-драматическое сопрано) и педагог.

## Биография
Детство Риччарелли, которую «мама назвала Катюшей в честь героини романа Льва Толстого Катюши Масловой», прошло, по её воспоминаниям, в бедности: «Семья моя была очень бедная. Отец умер, когда мне исполнилось всего два года. Маме, оставшейся с двумя детьми, приходилось идти на многие жертвы, чтобы как-то растить нас», и уже примерно с восьмилетнего возраста девочка выступала в концертах, организуемых импресарио, зарабатывая пением.
Катя Риччарелли окончила Венецианскую консерваторию имени Бенедетто Марчелло, где её наставником была Ирис Адами Коррадетти. На сцене дебютировала в 1969 году в Мантуе, исполнив партию Мими в «Богеме» Дж. Пуччини. Выступала в театрах Реджио (Парма), Ла Фениче (Венеция), в Лирической опере Чикаго, Лирическом театре Джузеппе Верди (1972, Триест). В 1973 году, в заглавной партии в опере «Сестра Анджелика», состоялся дебют певицы на сцене «Ла Скала»; в 1974-м она впервые выступила в «Ковент-Гарден», в 1975-м — в «Метрополитен-опера».
Риччарелли работала с такими дирижёрами, как Герберт фон Караян, Карло Мария Джулини, Клаудио Аббадо, Джанандреа Гаваццени, Ламберто Гарделли, и многими другими. Дважды гастролировала с «Ла Скала» в Москве (в 1974 и в 1986 годах). С 1981 года почти десять лет она выступала на Россиниевском оперном фестивале в Пезаро. Снимается в кино (например, в «Отелло» Франко Дзеффирелли), ведёт телепрограммы, занимаясь популяризацией оперного искусства, выступает с концертами, даёт мастер-классы оперного вокала. В 1991 году она основала Международную Академию оперного вокала Кати Риччарелли (итал. Accademia Lirica di Katia Ricciarelli). В 1998—1999 годах была художественным руководителем Театра Политеама провинции Лечче (итал. Teatro Politeama di Lecce), а в 2003—2005 годах — художественным руководителем ежегодного летнего Оперного фестиваля в Мачерате. С 1993 года ей постоянно аккомпанирует пианист Джованни Веллути.
Катя Риччарели состояла в долгих отношениях с тенором Хосе Каррерасом (13 лет). В 1986—2004 годах состояла в браке с телеведущим Пиппо Баудо.

## Партии
- «Богема» Пуччини — Мими
- «Сестра Анджелика» Пуччини — Сестра Анджелика
- «Турандот» Пуччини — Лиу
- «Пират» Беллини — Имоджене
- «Капулетти и Монтекки» Беллини — Джульетта
- «Трубадур» Верди — Леонора
- «Отелло» Верди — Дездемона
- «Травиата» Верди — Виолетта
- «Риголетто» Верди — Джильда
- «Корсар» Верди — Медора
- «Жанна д’Арк» Верди — Жанна д’Арк
- «Дон Карлос» Верди — Елизавета Валуа
- «Луиза Миллер» Верди — Луиза
- «Бал-маскарад» Верди — Амелия
- «Дон Жуан» Моцарта — Донна Анна
- «Сорока-воровка» Россини — Лючия
- «Севильский цирюльник» Россини — Розина
- «Танкред» Россини — Аменаида
- «Анна Болейн» Доницетти — Анна Болейн
- «Медея[итал.]» Керубини — Медея

## Награды
- 1968 — Выиграла несколько вокальных конкурсов
- 1992 — Премия Святого Михаила
- 1994 — Великий офицер Ордена «За заслуги перед Итальянской Республикой»
- 2004 — Офицер Ордена «За заслуги перед Итальянской Республикой»
- 2005 — «Серебряная лента» как лучшая актриса («Вторая брачная ночь»)